# Башя-Сарданья
Ба́шя-Сарда́нья або Сарда́нья - район (кумарка) Каталонії (кат. Baixa Cerdanya або Cerdanya). Столиця району - м. Пучсарда (кат. Puigcerdà). Район Башя-Сарданья поділено між двома провінціями : західна частина району входить до провінції Льєйда, східна частина району - до провінції Жирона.

## Фото

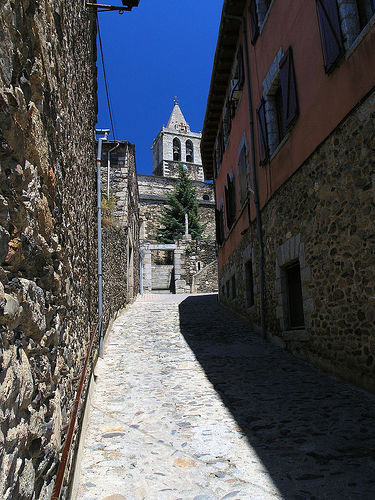
Вулиця у містечку Лібіа
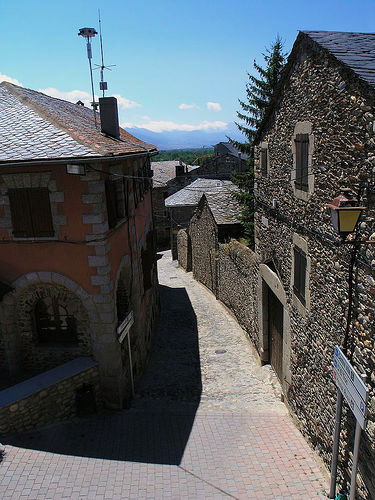
Античний квартал у містечку Лібіа

## Муніципалітети
- Алп (кат. Alp) - населення 1.576 осіб;
- Бальбе-да-Сарданья (кат. Bellver de Cerdanya) - населення 2.014 осіб;
- Булбі (кат. Bolvir) - населення 329 осіб;
- Ґілс-да-Сарданья (кат. Guils de Cerdanya) - населення 452 особи;
- Дас (кат. Das) - населення 193 особи;
- Же (кат. Ger) - населення 444 особи;
- Ізобул (кат. Isòvol) - населення 278 осіб;
- Льєс-да-Сарданья (кат. Lles de Cerdanya) - населення 220 осіб;
- Лібіа (кат. Llívia) - населення 1.388 осіб;
- Маранжас (кат. Meranges) - населення 87 осіб;
- Монталя-і-Мартінет (кат. Montellà i Martinet) - населення 597 осіб;
- Пратс-і-Сансо (кат. Prats i Sansor) - населення 213 осіб;
- Прулянс (кат. Prullans) - населення 246 осіб;
- Пучсарда (кат. Puigcerdà) - населення 8.949 осіб;
- Ріу-да-Сарданья (кат. Riu de Cerdanya) - населення 112 осіб;
- Урус (кат. Urús) - населення 200 осіб;
- Фунтаналс-да-Сарданья (кат. Fontanals de Cerdanya) - населення 446 осіб.